# Michel Vorm
Michel Vorm (IJsselstein, 20 oktober 1983) is een Nederlands-Surinaams voetbaltrainer en voormalig voetballer die als doelman speelde. Vorm speelde tussen 2008 en 2014 vijftien interlands voor het Nederlands voetbalelftal.

## Clubcarrière

### FC Utrecht
Vorm begon met voetballen bij amateurclub JSV uit zijn woonplaats Nieuwegein. Daar werd hij opgemerkt door scouts van FC Utrecht, waarna hij overstapte naar de jeugdopleiding van de Domstedelingen. Hoewel hij er vaak dicht tegenaan zat lukte het hem niet definitief de stap naar het eerste elftal te maken. Om die reden werd de doelman voor het seizoen 2005/06 verhuurd aan eerstedivisieclub FC Den Bosch.

### Verhuur aan FC Den Bosch
Door een tekort aan speeltijd en weinig potentie voor het eerste elftal van FC Utrecht, vertrok de doelman op huurbasis voor één seizoen naar FC Den Bosch. Hij debuteerde op 12 augustus 2005 in het betaald voetbal, in een met 3-1 verloren uitwedstrijd tegen FC Emmen. Hij speelde dat seizoen wedstrijden en werd in de zomerstop weer toegevoegd aan de selectie van FC Utrecht.

### Terugkeer bij FC Utrecht
In de voorbereiding op het nieuwe seizoen maakte de Nieuwegeiner meer indruk dan de andere twee keepers van Utrecht, Franck Grandel en Joost Terol. Daarom begon hij het seizoen 2006/07 als eerste keeper, wat er indirect voor zorgde dat Terol, plots gedegradeerd tot derde doelman, verkaste naar Sparta Rotterdam. Vorm speelde 33 van de 34 wedstrijden van het seizoen, waarin hij 42 ballen doorliet.
Aan het eind van het seizoen 2006/07 werd Vorm door de supporters van FC Utrecht gekozen tot Speler van het Jaar. Hij verkreeg de David di Tommaso-trofee boven Francis Dickoh en Jean-Paul de Jong.
In de aanloop naar het daaropvolgende seizoen kampte hij met een schouderblessure. Toen hij daar eenmaal van was hersteld, kwam hij tijdens een wedstrijd met sc Heerenveen in aanraking met een tegenstander. Als gevolg daarvan liep hij een knieblessure op. Na een operatie, waarbij een stukje van de buitenmeniscus van zijn rechterknie werd verwijderd, moest hij enkele weken herstellen.

### Swansea City AFC
Na zijn eerste wedstrijd in het seizoen 2011/12 voor FC Utrecht te hebben gespeeld, vertrok Vorm per direct naar Swansea City. Bij de Welshe club tekende hij een driejarig contract. FC Utrecht ontving bij deze transfer 1,7 miljoen euro. Vorm maakte zijn debuut in de Premier League in Manchester tegen Manchester City, waar hij met Swansea City met 4–0 verloor. Bij Swansea was hij eerste keus in het doel.

### Tottenham Hotspur
Vorm tekende in juli 2014 een vierjarig contract bij Tottenham Hotspur, dat circa €6.000.000,- voor hem betaalde aan Swansea City. Bij Tottenham werd hij reservedoelman, achter Hugo Lloris. Hij speelde in zijn eerste jaar vier competitiewedstrijden in de Premier League en kwam daarnaast verschillende keren in actie in de FA Cup, de League Cup en de Europa League. Hij bleef ook in de vier volgende seizoenen stand-in voor Lloris. Met zijn club verloor hij de finale om de League Cup 2014/15. Vorm zat op de bank bij de van Liverpool verloren finale van de UEFA Champions League 2018/19. Medio 2019 liep zijn contract af. Vanwege een langdurige blessure van Lloris tekende Vorm in oktober 2019 een nieuw contract tot het einde van het seizoen bij Tottenham Hotspur. Nadat dat contract afliep mocht hij vertekken.

### Einde loopbaan
Na zijn vertrek bij Tottenham Hotspur probeerde Vorm een nieuwe club te vinden, maar op 26 oktober 2020 zette hij dan toch per direct een punt achter zijn carrière. Op 20 april 2021 werd bekend dat Vorm terug zou keren bij The Spurs als keeperstrainer in de nieuwe trainersstaf na het ontslag van zijn oude trainer José Mourinho.

## Clubstatistieken
| Seizoen         | Club              | Competitie      | Competitie | Competitie | Beker | Beker | Internationaal | Internationaal | Totaal | Totaal |
| Seizoen         | Club              | Competitie      | Wed.       | Dlp.       | Wed.  | Dlp.  | Wed.           | Dlp.           | Wed.   | Dlp.   |
| --------------- | ----------------- | --------------- | ---------- | ---------- | ----- | ----- | -------------- | -------------- | ------ | ------ |
| 2005/06         | → FC Den Bosch    | Eerste Divisie  | 35         | 0          | 0     | 0     | —              | —              | 35     | 0      |
| Club totaal     | Club totaal       | Club totaal     | 35         | 0          | 0     | 0     | 0              | 0              | 35     | 0      |
| 2006/07         | FC Utrecht        | Eredivisie      | 33         | 0          | 4     | 0     | —              | —              | 37     | 0      |
| 2007/08         | FC Utrecht        | Eredivisie      | 11         | 0          | 0     | 0     | —              | —              | 11     | 0      |
| 2008/09         | FC Utrecht        | Eredivisie      | 26         | 0          | 1     | 0     | —              | —              | 27     | 0      |
| 2009/10         | FC Utrecht        | Eredivisie      | 33         | 0          | 1     | 0     | —              | —              | 34     | 0      |
| 2010/11         | FC Utrecht        | Eredivisie      | 33         | 0          | 5     | 0     | 9              | 0              | 47     | 0      |
| Club totaal     | Club totaal       | Club totaal     | 136        | 0          | 11    | 0     | 9              | 0              | 156    | 0      |
| 2011/12         | Swansea City      | Premier League  | 37         | 0          | 0     | 0     | —              | —              | 37     | 0      |
| 2012/13         | Swansea City      | Premier League  | 26         | 0          | 2     | 0     | 0              | 0              | 28     | 0      |
| 2013/14         | Swansea City      | Premier League  | 26         | 0          | 0     | 0     | 6              | 0              | 32     | 0      |
| Club totaal     | Club totaal       | Club totaal     | 89         | 0          | 2     | 0     | 6              | 0              | 97     | 0      |
| 2014/15         | Tottenham Hotspur | Premier League  | 4          | 0          | 8     | 0     | 2              | 0              | 14     | 0      |
| 2015/16         | Tottenham Hotspur | Premier League  | 1          | 0          | 5     | 0     | 1              | 0              | 7      | 0      |
| 2016/17         | Tottenham Hotspur | Premier League  | 5          | 0          | 6     | 0     | 0              | 0              | 11     | 0      |
| 2017/18         | Tottenham Hotspur | Premier League  | 1          | 0          | 9     | 0     | 1              | 0              | 11     | 0      |
| 2018/19         | Tottenham Hotspur | Premier League  | 2          | 0          | 0     | 0     | 2              | 0              | 4      | 0      |
| 2019/20         | Tottenham Hotspur | Premier League  | 0          | 0          | 1     | 0     | 0              | 0              | 0      | 0      |
| Club totaal     | Club totaal       | Club totaal     | 13         | 0          | 28    | 0     | 6              | 0              | 47     | 0      |
| Carrière totaal | Carrière totaal   | Carrière totaal | 273        | 0          | 41    | 0     | 21             | 0              | 335    | 0      |

Bijgewerkt op 29 januari 2020

## Interlands

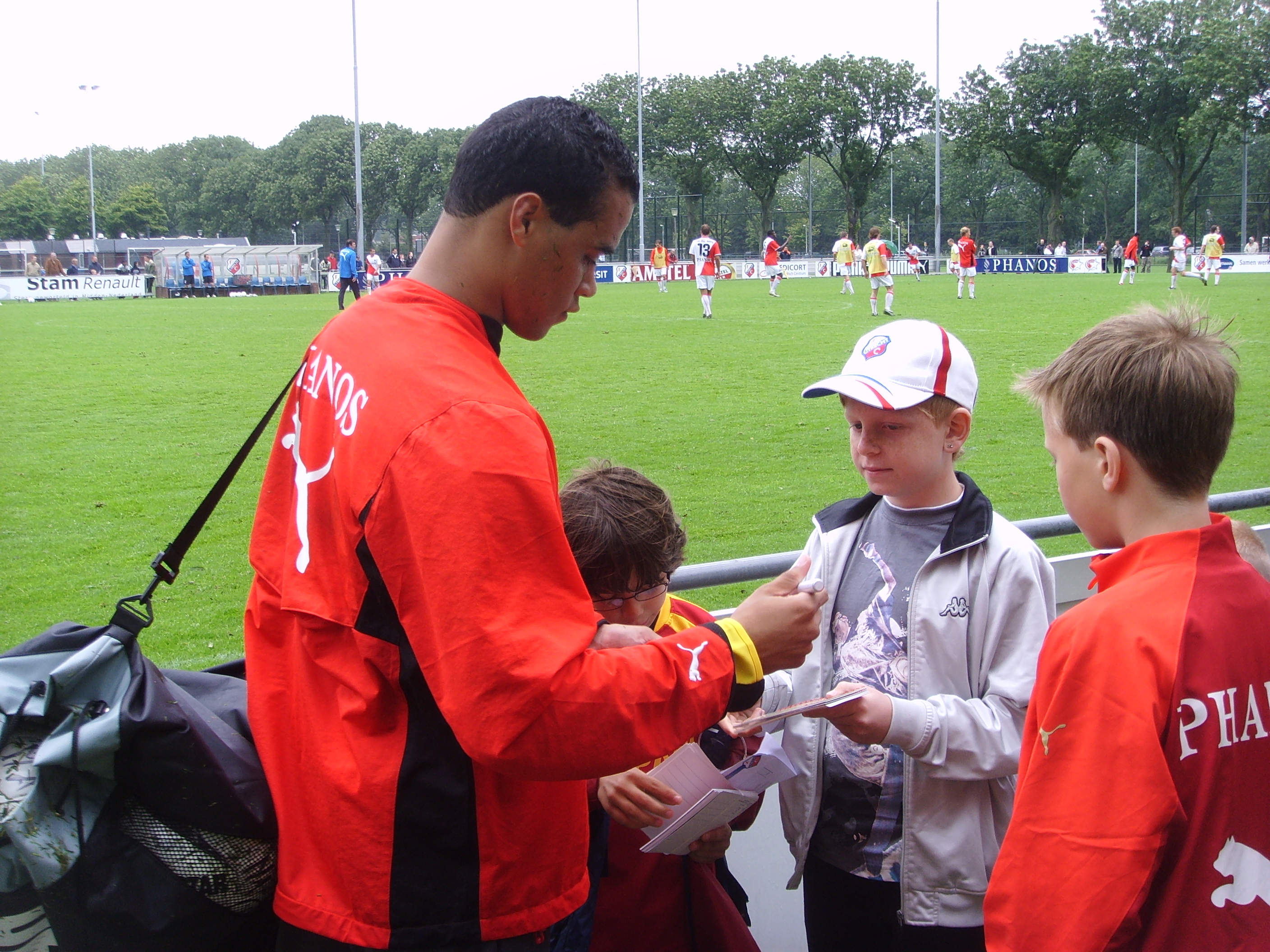
Vorm deelt handtekeningen uit tijdens een training van FC Utrecht

### Nederland –21
In de zomer van 2006 zat Vorm als reservekeeper op de bank, toen Jong Oranje in Portugal Europees kampioen voor spelers onder de 21 werd. Hij moest Kenneth Vermeer voor zich dulden, waardoor hij geen minuut in actie kwam.

### Nederland
Op 3 oktober 2008 werd bekend dat Vorm door bondscoach Bert van Marwijk werd opgeroepen voor de selectie van het Nederlands elftal. Hij werd opgeroepen omdat de keeper Maarten Stekelenburg niet inzetbaar zou zijn en Henk Timmer last had van zijn lies. Hoewel de Nieuwegeiner indruk maakte op Van Marwijk, kwam hij niet in actie voor het Nederlands elftal, omdat Timmer zich op tijd had kunnen herstellen voor de WK-kwalificatie tegen IJsland en Noorwegen. Op 19 november 2008 maakte Vorm zijn debuut voor het Nederlands elftal gedurende de tweede helft van een met 3-1 gewonnen vriendschappelijke interland tegen Zweden. Hij maakte deel uit van de selectie op het Wereldkampioenschap voetbal 2010 in Zuid-Afrika, maar kwam als reservekeeper achter Stekelenburg niet in actie. Tijdens het WK ging Vorm tijdelijk terug naar Nederland omdat hij vader was geworden van een zoon. Vorm maakte tevens deel uit van de selectie die deelnam aan het EK voetbal 2012 in Polen en Oekraïne, waar Oranje in de groepsfase strandde. Vorm kwam tijdens dit toernooi niet in actie.
Vorm maakte in de voorbereiding op het wereldkampioenschap voetbal 2014 in Brazilië deel uit van de voorselectie, die bondscoach Louis van Gaal op 13 mei 2014 bekendmaakte. De andere doelmannen waren Jasper Cillessen (AFC Ajax), Jeroen Zoet (PSV) en Tim Krul (Newcastle United). Hij behoort ook tot de definitieve WK-selectie, die Van Gaal op 31 mei bekendmaakte. Zoet was de afvaller bij de doelmannen. Tijdens dit toernooi maakte Vorm zijn WK-debuut. In de laatste wedstrijd van Nederland, de troostfinale tegen Brazilië, verving Vorm doelman Cillessen in de extra tijd van de tweede helft. Hoewel in tactisch opzicht niet noodzakelijk bracht Van Gaal Vorm in het veld, om ook hem enige speeltijd te gunnen. Het was voor het eerst dat op een WK een volledige selectie van 23 spelers speeltijd kreeg.
| Interlands van Michel Vorm voor Nederland | Interlands van Michel Vorm voor Nederland | Interlands van Michel Vorm voor Nederland | Interlands van Michel Vorm voor Nederland | Interlands van Michel Vorm voor Nederland | Interlands van Michel Vorm voor Nederland |
| No.                                       | Datum                                     | Wedstrijd                                 | Uitslag                                   | Competitie                                | Goals                                     |
| Als speler van FC Utrecht                 | Als speler van FC Utrecht                 | Als speler van FC Utrecht                 | Als speler van FC Utrecht                 | Als speler van FC Utrecht                 | Als speler van FC Utrecht                 |
| ----------------------------------------- | ----------------------------------------- | ----------------------------------------- | ----------------------------------------- | ----------------------------------------- | ----------------------------------------- |
| 1.                                        | 19 november 2008                          | Nederland – Zweden                        | 3 – 1                                     | Vriendschappelijk                         | 0                                         |
| 2.                                        | 5 september 2009                          | Nederland – Japan                         | 3 – 0                                     | Vriendschappelijk                         | 0                                         |
| 3.                                        | 9 september 2009                          | Schotland – Nederland                     | 0 – 1                                     | Kwalificatie WK 2010                      | 0                                         |
| 4.                                        | 1 juni 2010                               | Nederland – Ghana                         | 4 – 1                                     | Vriendschappelijk                         | 0                                         |
| 5.                                        | 11 augustus 2010                          | Oekraïne – Nederland                      | 1 – 1                                     | Vriendschappelijk                         | 0                                         |
| 6.                                        | 25 maart 2011                             | Hongarije – Nederland                     | 0 – 4                                     | Kwalificatie EK 2012                      | 0                                         |
| 7.                                        | 29 maart 2011                             | Nederland – Hongarije                     | 5 – 3                                     | Kwalificatie EK 2012                      | 0                                         |
| Als speler van Swansea City               |                                           |                                           |                                           |                                           |                                           |
| 8.                                        | 7 oktober 2011                            | Nederland – Moldavië                      | 1 – 0                                     | Kwalificatie EK 2012                      | 0                                         |
| 9.                                        | 11 oktober 2011                           | Zweden – Nederland                        | 3 – 2                                     | Kwalificatie EK 2012                      | 0                                         |
| 10.                                       | 11 juni 2013                              | China – Nederland                         | 0 – 2                                     | Vriendschappelijk                         | 0                                         |
| 11.                                       | 14 augustus 2013                          | Portugal – Nederland                      | 1 – 1                                     | Vriendschappelijk                         | 0                                         |
| 12.                                       | 6 september 2013                          | Estland – Nederland                       | 2 – 2                                     | Kwalificatie WK 2014                      | 0                                         |
| 13.                                       | 10 september 2013                         | Andorra – Nederland                       | 0 – 2                                     | Kwalificatie WK 2014                      | 0                                         |
| 14.                                       | 11 oktober 2013                           | Nederland – Hongarije                     | 8 – 1                                     | Kwalificatie WK 2014                      | 0                                         |
| 15                                        | 12 juli 2014                              | Brazilië – Nederland                      | 0 – 3                                     | WK 2014                                   | 0                                         |

## Privéleven
Vorm is getrouwd en heeft twee zonen en een dochter